# Anselmo Trejo Gallardo
Anselmo Trejo Gallardo (Don Benito, 1904 – Mérida, 21 de septiembre de 1940) fue un maestro, inspector de Primera Enseñanza, abogado y político socialista español, residente en Castuera y Badajoz, destacado por haber participado, junto a Juan Simeón Vidarte, Antonio Rodríguez Sastre y Luis Jiménez de Asúa, en la defensa de los trabajadores implicados en los denominados Sucesos de Castilblanco en la Nochevieja de 1931 en los que, tras diversas jornadas de protestas pacíficas de la Federación Nacional de Trabajadores de la Tierra, la intervención ordenada a la Guardia Civil por el Alcalde de la localidad para impedir otra manifestación ese día, terminó con la muerte de un vecino y el linchamiento posterior de cuatro guardias civiles a manos de la multitud y cuya causa en consejo de guerra se juzgó en 1933.
Durante la república compaginó su labor docente con la de jurista, actuando en numerosas ocasiones como abogado defensor de jornaleros extremeños detenidos, principalmente, con motivo de la huelga campesina de junio de 1934.
Dirigente extremeño de la Unión General de Trabajadores, fue delegado en su XVII Congreso Nacional en 1932 y fue uno de los compromisarios elegidos por la provincia de Badajoz para la elección del presidente de la República en 1936. Presidió el Tribunal Popular de Extremadura durante la Guerra Civil. También fue seleccionado por el ministro de Negrín Manuel González Peña para ocupar una dirección general en el Departamento de Justicia, pero al no poder ser localizado en el frente de Batalla de Castuera al final se designaría a otra persona. Al terminar el conflicto fue detenido, juzgado en consejo de guerra sumarísimo y fusilado en el cementerio de Mérida.